# Mehdi Mehdipour
Mehdi Mehdipour (persisch مهدی مهدی پور; * 18. Februar 1994 in Isfahan) ist ein iranischer Fußballspieler.

## Karriere

### Klub
Er startete seine Karriere in der Jugend von Zob Ahan. Bei dem Club stieg er von der U19 zur Saison 2012/13 in die erste Mannschaft auf. Nach der Saison wechselte er zu Rah Ahan, kehrte aber im Dezember 2014 zu Zob Ahan zurück. Der Club verlieh ihn von Dezember 2017 bis zum Ende der Saison 2018/19 an Tractor Sazi. Seit Oktober 2020 steht er im Kader von Esteghlal Teheran, mit dem er einmal Meister wurde.

### Nationalmannschaft
Sein Länderspieldebüt für die A-Nationalmannschaft gab er bei einer 0:2-Niederlage gegen Südkorea während der Qualifikation für die Fußball-Weltmeisterschaft 2022 am 24. März 2022, bei dem er zur zweiten Spielhälfte für Milad Mohammadi eingewechselt wurde.